# مارلينه شتريروفيتس
مارلينه شتريروفيتس (بالألمانية: Marlene Streeruwitz) هي كاتِبة ومؤلفة ومخرجة وممثلة نمساوية، ولدت في 28 يونيو 1950 ببادن في النمسا. من الجوائز التي نالتها جائزة دروست ‏ سنة 2009 وجائزة هرمان هيسه ‏ سنة 2001 وجائزة بريمن للأدب سنة 2012.

## جوائز
- جائزة دروست [الإنجليزية]‏ (2009)
- جائزة هرمان هيسه [الإنجليزية]‏ (2001)
- جائزة بريمن للأدب (2012)

## وصلات خارجية
- مارلينه شتريروفيتس على موقع IMDb (الإنجليزية)
- مارلينه شتريروفيتس على موقع مونزينجر (الألمانية)
- مارلينه شتريروفيتس على موقع ألو سيني (الفرنسية)
- مارلينه شتريروفيتس على موقع أول موفي (الإنجليزية)
- مارلينه شتريروفيتس على موقع قاعدة بيانات الأفلام السويدية (السويدية)
- مارلينه شتريروفيتس على موقع قاعدة بيانات الفيلم (الإنجليزية)
- مارلينه شتريروفيتس على موقع كينوبويسك (الروسية)